# Niewolno
Niewolno – wieś w Polsce położona w województwie wielkopolskim, w powiecie gnieźnieńskim, w gminie Trzemeszno. Na wyjeździe ze wsi w stronę Kruchowa znajduje się pomnik upamiętniający rozstrzelanie w tym miejscu, w 1939 roku 19 osób.
Wieś duchowna, własność opata kanoników regularnych w Trzemesznie pod koniec XVI wieku leżała w powiecie gnieźnieńskim województwa kaliskiego. W latach 1975–1998 miejscowość administracyjnie należała do województwa bydgoskiego.

## Urodzeni
- Zenon Lewandowski